# Harald Fabritius
Harald (Harry) August Fabritius, född 21 juni 1877 i Mörskom, död 2 juni 1948 i Helsingfors, var en finländsk psykiater. Han var son till Ernst Fabritius, bror till Almar Fabritius och far till Leena Sibelius.
Fabritius blev medicine och kirurgie doktor 1907, docent i neurologi vid Helsingfors universitet 1913 samt var professor i psykiatri där och överläkare vid Lappvikens sjukhus 1925–1945. Han skapade sig ett aktat namn i neurologkretsar genom sina undersökningar om ryggmärgens nervbanor.